# Cinema da União Soviética

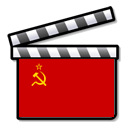

O cinema da União Soviética inclui filmes produzidos pelas repúblicas constituintes da União Soviética, refletindo elementos de sua cultura, idioma e história pré-soviéticos, embora todos fossem regulamentados pelo governo central em Moscou. Os mais prolíficos em seus filmes republicanos, depois da República Socialista Federativa Soviética Russa, foram Armênia, Azerbaijão, Geórgia, Ucrânia e, em menor grau, Lituânia, Belarus e Moldávia. Ao mesmo tempo, o setor cinematográfico do país, que foi totalmente nacionalizado durante a maior parte da história do país, foi orientado por filosofias e leis propostas pelo monopólio do Partido Comunista Soviético, que introduziu uma nova visão sobre o cinema, o realismo socialista, diferente da visão anterior ou posterior à existência da União Soviética.

## Esboço histórico
Com o estabelecimento da República Socialista Federativa Soviética Russa (RSFSR) em 7 de novembro de 1917 (embora a União das Repúblicas Socialistas Soviéticas só tenha surgido oficialmente em 30 de dezembro de 1922), o que antes era o Império Russo começou rapidamente a ser dominado por uma reorganização soviética de todas as suas instituições. Desde o início, os líderes desse novo Estado acreditavam que o cinema seria a ferramenta de propaganda ideal para a União Soviética, devido à sua ampla popularidade entre os cidadãos estabelecidos na nova terra. Vladimir Lênin considerava o cinema o meio mais importante para educar as massas sobre as formas, os meios e os sucessos do comunismo. Como consequência, Lênin emitiu as "Diretrizes sobre o Setor Cinematográfico" em 17 de janeiro de 1922, que instruíam o Comissariado do Povo para a Educação a sistematizar o mercado do cinema, registrando e numerando todos os filmes exibidos na República Socialista Federativa Soviética Russa, cobrando aluguel de todos os cinemas privados e submetendo-os à censura. Mais tarde, Joseph Stalin também considerou o cinema de suma importância.
No entanto, entre a Primeira Guerra Mundial e a Revolução Russa, o setor cinematográfico russo e a infraestrutura necessária para apoiá-lo (por exemplo, energia elétrica) se deterioraram a ponto de se tornarem impraticáveis. A maioria dos cinemas ficava no corredor entre Moscou e São Petersburgo, e a maioria estava fora de operação. Além disso, muitos dos artistas, produtores, diretores e outros artistas da Rússia pré-soviética haviam fugido do país ou estavam se movendo à frente das forças do Exército Vermelho à medida que avançavam cada vez mais para o sul, para o que restava do Império Russo. Além disso, o novo governo não tinha os fundos necessários para uma ampla reformulação do sistema de produção de filmes. Assim, eles optaram inicialmente pela aprovação de projetos e diretrizes de censura, deixando o que restava do setor em mãos privadas. Como isso se resumia principalmente a casas de cinema, os primeiros filmes soviéticos consistiam em filmes reciclados do Império Russo e de suas importações, desde que não fossem considerados ofensivos à nova ideologia soviética. Ironicamente, o primeiro filme novo lançado na Rússia Soviética não se encaixava exatamente nesse molde: era Otets Sergiy, um filme religioso concluído durante as últimas semanas do Império Russo, mas ainda não exibido. Ele apareceu nas telas soviéticas em 1918.
Além disso, o governo só podia financiar filmes curtos e educativos, sendo que os mais famosos eram os agitki - filmes educativos destinados a agitar ou energizar e entusiasmar as massas para que participassem plenamente das atividades soviéticas aprovadas e lidassem de forma eficaz com aqueles que permaneciam em oposição à nova ordem. Esses filmes curtos (geralmente um pequeno rolo) eram, muitas vezes, simples auxílios visuais e acompanhamentos para palestras e discursos ao vivo, e eram levados de cidade em cidade, de vilarejo em vilarejo (junto com os palestrantes) para educar toda a zona rural, chegando até mesmo a áreas onde o filme não havia sido visto anteriormente.
Os cinejornais, como documentários, eram a outra forma importante do primeiro cinema soviético. A série de cinejornais Kino-Pravda de Dziga Vertov, a mais conhecida delas, durou de 1922 a 1925 e tinha uma tendência propagandística; Vertov usou a série para promover o realismo socialista, mas também para fazer experimentos com o cinema.
Ainda assim, em 1921, não havia um único cinema em funcionamento em Moscou até o final do ano. Seu rápido sucesso, usando filmes russos antigos e importados, deu um impulso significativo ao setor, especialmente porque o governo não regulava pesada ou diretamente o que era exibido e, em 1923, mais 89 cinemas foram abertos. Apesar dos impostos extremamente altos sobre a venda de ingressos e o aluguel de filmes, havia um incentivo para que as pessoas começassem a produzir filmes de longa-metragem novamente - havia lugares para exibi-los - embora agora tivessem que adequar seu tema a uma visão de mundo soviética. Nesse contexto, os diretores e roteiristas que apoiavam os objetivos do comunismo assumiram rapidamente o domínio do setor, pois eram os que conseguiam produzir filmes de forma mais confiável e convincente para satisfazer os censores do governo.
Novos talentos se juntaram aos remanescentes experientes, e uma comunidade artística se reuniu com o objetivo de definir o "filme soviético" como algo distinto e melhor do que a produção do "capitalismo decadente". Os líderes dessa comunidade consideravam essencial para esse objetivo ter liberdade para fazer experiências com toda a natureza do filme, uma posição que resultaria em vários esforços criativos bem conhecidos, mas também resultaria em uma reação contrária imprevista por parte dos administradores cada vez mais sólidos da sociedade controlada pelo governo.
Em 1924, Nikolai Lebedev escreveu um livro sobre a história do cinema que ele diz ser "a primeira tentativa soviética de sistematização das escassas fontes disponíveis sobre cinema para o leitor geral". Juntamente com outros artigos escritos por Lebedev e publicados pelo Pravda, Izvestia e Kino. No livro, ele chama a atenção para os desafios de financiamento que se seguiram à nacionalização do cinema soviético. Em 1925, todas as organizações cinematográficas se fundiram para formar a Sovkino. Sob o Sovkino, o setor cinematográfico recebeu um benefício de isenção de impostos e detinha o monopólio de todas as exportações e importações relacionadas a filmes.

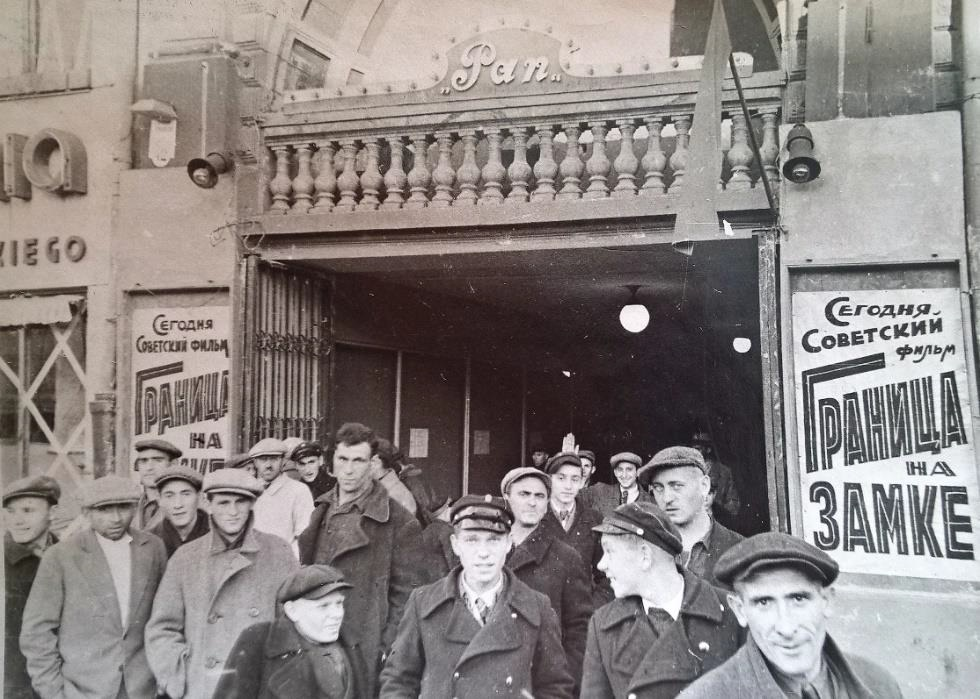
Exibição do filme de guerra Granitsa na Zamke em 1939.

O filme O Encouraçado Potemkin, de Sergei Eisenstein, foi lançado com grande sucesso em 1925; o filme era altamente ficcionalizado e também propagandístico, apresentando a linha do partido sobre as virtudes do proletariado. O kinokomitet ou "Comitê de Cinema", criado no mesmo ano, publicou traduções de livros importantes sobre teoria cinematográfica de Béla Balázs, Rudolf Harms e Léon Moussinac.
Um dos filmes mais populares lançados na década de 1930 foi O Circo. Imediatamente após o fim da Segunda Guerra Mundial, foram lançados filmes coloridos como Kamennyy Tsvetok (1946), Skazanie o Zemle Sibirskoy (1947) e Kubanskie Kazaki (1949). Outros filmes notáveis da década de 1940 incluem Alexander Nevsky e Ivan, o Terrível.
No final da década de 1950 e início da década de 1960, o cinema soviético produziu A Balada do Soldado, que ganhou o prêmio BAFTA de melhor filme em 1961, e Quando voam as cegonhas.
Vysota é considerado um dos melhores filmes da década de 1950 (ele também se tornou a base do movimento dos bardos).
Na década de 1980, houve uma diversificação de temas. Questões delicadas agora podiam ser discutidas abertamente. Os resultados foram filmes como Pokayaniye, que tratava da repressão na Geórgia, e o filme alegórico de ficção científica Kin-dza-dza!

## Censura
Após a morte de Stalin, os cineastas soviéticos tiveram mais liberdade para filmar o que acreditavam que o público queria ver nos personagens e nas histórias de seus filmes. O setor permaneceu como parte do governo e qualquer material considerado politicamente ofensivo ou indesejável era removido, editado, refilmado ou arquivado. A definição de "realismo socialista" foi liberalizada para permitir o desenvolvimento de personagens mais humanos, mas o comunismo ainda tinha que permanecer sem críticas em seus fundamentos. Além disso, o grau de relativa liberalidade artística foi alterado de administração para administração.
Os exemplos criados pela censura incluem:
- Ivan, o Terrível, Parte II, de Sergei Eisenstein, foi concluído em 1945, mas só foi lançado em 1958, cinco anos após a morte de Stalin.
- Alexander Nevsky, de Eisenstein, foi censurado antes da invasão alemã da União Soviética devido à representação de um forte líder russo desafiando um exército invasor de Cavaleiros Teutônicos alemães. Após a invasão, o filme foi lançado para fins de propaganda e recebeu considerável aclamação da crítica.

## Revolução e guerra civil
Selo postal de 1950, marcando os 30 anos do cinema soviético. Ele cita Stalin, que chama o cinema de "o maior meio de agitação de massa".
Em 27 de agosto de 1919, Vladimir Lênin nacionalizou a indústria cinematográfica e criou os filmes soviéticos pós-imperiais "quando todo o controle sobre a produção e exibição de filmes foi cedido ao Comissariado do Povo para a Educação". O trabalho dos estúdios de cinema nacionalizados era administrado pelo Departamento de Fotografia e Cinema de Toda a Rússia, que foi reorganizado em 1923 em Goskino, que em 1926 se tornou Sovkino. A primeira escola estatal de cinema do mundo, a Primeira Faculdade Estadual de Cinematografia, foi criada em Moscou em 1919.
Durante a Guerra Civil Russa, trens e navios de agitação visitaram soldados, trabalhadores e camponeses. Palestras, relatórios e reuniões políticas eram acompanhados por filmes de notícias sobre os eventos nas várias frentes.

## Década de 1920

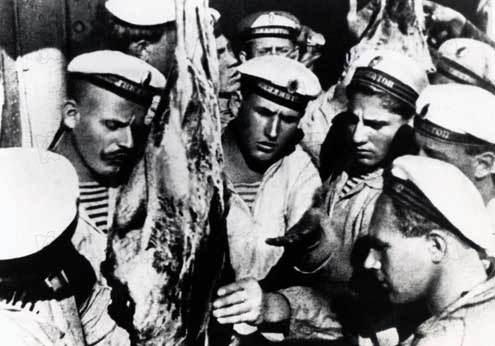
Frame do filme O Encouraçado Potemkin (1925), dirigido por Serguei Eisenstein,

Na década de 1920, o grupo de documentários liderado por Dziga Vertov abriu caminho entre o cinejornal convencional e o "filme publicitário centrado na imagem", que se tornou a base do documentário cinematográfico soviético. Típicos da década de 1920 foram a série de notícias atuais Kino-Pravda e o filme Forward, Soviet! de Vertov, cujos experimentos e realizações em filmes documentários influenciaram o desenvolvimento da cinematografia russa e mundial. Outros filmes importantes da década de 1920 foram os filmes histórico-revolucionários de Esfir Shub, como A Queda da Dinastia Romanov, que usaram técnicas de edição de montagem para reaproveitar antigos documentários imperiais em um tema revolucionário. Em 1924, os cineastas Sergei Eisenstein e Lev Kuleshov criaram a primeira associação de cineastas soviéticos, a Associação de Cinematografia Revolucionária (ARK), para "atender às necessidades ideológicas e artísticas do proletariado". Embora controlada pelo Estado, "a organização foi caracterizada por um pluralismo de visões políticas e artísticas até o final da década de 1920". Um dos desenvolvimentos mais icônicos do cinema durante esse período, que ainda é usado nos filmes de hoje, foi a edição e a montagem para criar significado. Esse estilo de produção de filmes ficou conhecido como efeito Kuleshov e foi empregado para conservar o estoque de filmes devido à escassez naquele período. O filme Hydropeat, de Yuri Zhelyabuzhsky, marcou o início dos filmes científicos populares. Os longas-metragens de agitação de 1918 a 1921 foram importantes para o desenvolvimento da indústria cinematográfica. A inovação na produção cinematográfica russa foi expressa principalmente no trabalho de Eisenstein. O Encouraçado Potemkin foi notável por sua montagem inovadora e pela qualidade metafórica de sua linguagem cinematográfica. Ele foi aclamado mundialmente. Eisenstein desenvolveu conceitos do épico revolucionário no filme Outubro. Também digna de nota foi a adaptação de Vsevolod Pudovkin de Mat de Maxim Gorky para as telas em 1926. Pudovkin desenvolveu temas da história revolucionária no filme O Fim de São Petersburgo (1927). Outros filmes mudos dignos de nota foram os que tratavam da vida contemporânea, como Dom na Trubnoy, de Boris Barnet. Os filmes de Yakov Protazanov eram dedicados à luta revolucionária e à formação de um novo modo de vida, como Don Diego i Pelageya (1928). O diretor ucraniano Alexander Dovzhenko foi notável pelo épico histórico-revolucionário Zvenigora, Arsenal e pelo filme poético Zemlya.

## Década de 1930
No início da década de 1930, os cineastas russos aplicaram o realismo socialista em seus trabalhos. Entre os filmes mais notáveis estava Chapaev, um filme sobre os revolucionários russos e a sociedade durante a Revolução e a Guerra Civil. A história revolucionária foi desenvolvida em filmes como Zlatye Gory, de Sergei Yutkevich, Okraina, de Boris Barnet, e a trilogia Maxim, de Grigory Kozintsev e Leonid Trauberg: Yunost Maksima, Vozvrashcheniye Maksima e Vyborgskaya Storona. Também foram notáveis os filmes biográficos sobre Vladimir Lênin, como Lenin v Oktyabre e Lenin v 1918 Godu, de Mikhail Romm. A vida da sociedade russa e as pessoas comuns foram retratadas em filmes como Semero Smelykh e Komsomolsk, de Sergei Gerasimov. As comédias de Grigori Aleksandrov, como Tsirk, Volga-Volga e Svetly Put, bem como Bogataya Nevesta, de Ivan Pyryev, e U Samogo Sinego Morya, de Boris Barnet, enfocam a psicologia da pessoa comum, o entusiasmo pelo trabalho e a intolerância com os resquícios do passado. Muitos filmes enfocavam os heróis nacionais, incluindo Alexander Nevsky, de Sergei Eisenstein, Minin i Pozharskiy, de Vsevolod Pudovkin, e Bogdan Khmelnitsky, de Igor Savchenko. Houve adaptações de clássicos da literatura, especialmente a trilogia de filmes de Mark Donskoy sobre Maxim Gorky: Detstvo Gorkogo, V Lyudyakh e Moi Universitety.
Durante o final da década de 1920 e início da década de 1930, a ala Stalin do Partido Comunista consolidou sua autoridade e começou a transformar a União Soviética nas frentes econômica e cultural. A economia passou da Nova Política Econômica (NEP), baseada no mercado, para um sistema de planejamento central. A nova liderança declarou uma "revolução cultural" na qual o partido exerceria controle sobre os assuntos culturais, incluindo a expressão artística. O cinema existia na interseção da arte e da economia; portanto, estava destinado a ser completamente reorganizado nesse episódio de transformação econômica e cultural.
Para implementar o planejamento central no cinema, a nova entidade Soyuzkino foi criada em 1930. Todos os estúdios e redes de distribuição até então autônomos que haviam crescido sob o mercado da NEP agora seriam coordenados em suas atividades por essa agência de planejamento. A autoridade da Soyuzkino também se estendia aos estúdios das repúblicas nacionais, como a VUFKU, que haviam desfrutado de mais independência durante a década de 1920. A Soyuzkino consistia em uma extensa burocracia de planejadores econômicos e especialistas em políticas que eram encarregados de formular planos de produção anuais para os estúdios e, em seguida, monitorar a distribuição e a exibição dos filmes finalizados.
Com o planejamento centralizado, veio uma autoridade mais centralizada sobre a tomada de decisões criativas. O desenvolvimento de roteiros tornou-se um processo longo e tortuoso sob esse sistema burocrático, com vários comitês analisando os rascunhos e solicitando cortes ou revisões. Na década de 1930, a censura tornou-se mais rigorosa a cada ano que passava. Os projetos de longas-metragens se arrastavam por meses ou anos e podiam ser encerrados a qualquer momento.
Alexander Dovzhenko utilizou a cultura folclórica ucraniana em filmes como Zemlya (1930) por causa da decisão caprichosa de um ou outro comitê de censura. Essa supervisão redundante desacelerou a produção e inibiu a criatividade. Embora o planejamento central devesse aumentar a produtividade do setor cinematográfico, os níveis de produção diminuíram constantemente durante a década de 1930. O setor estava lançando mais de cem longas-metragens por ano no final do período da NEP, mas esse número caiu para setenta em 1932 e para quarenta e cinco em 1934. Nunca mais atingiu três dígitos durante o restante da Era Stalin. Os diretores veteranos sofreram declínios vertiginosos em suas carreiras sob esse sistema de controle; enquanto Eisenstein conseguiu fazer quatro longas-metragens entre 1924 e 1929, ele concluiu apenas um filme, Alexander Nevsky (1938), durante toda a década de 1930. Sua adaptação planejada da história de Ivan Turgenev, Traição na Campina (1935-37), foi interrompida durante a produção em 1937 e oficialmente banida, um dos muitos projetos cinematográficos promissores que foram vítimas de um sistema de censura rigoroso.
Enquanto isso, a URSS cortou seus contatos cinematográficos com o Ocidente. A partir de 1931, parou de importar filmes por causa da preocupação de que os filmes estrangeiros expusessem o público à ideologia capitalista. O setor também se libertou da dependência de tecnologias estrangeiras. Durante seu esforço de industrialização no início da década de 1930, a URSS finalmente construiu uma série de fábricas para abastecer o setor cinematográfico com os próprios recursos técnicos do país.

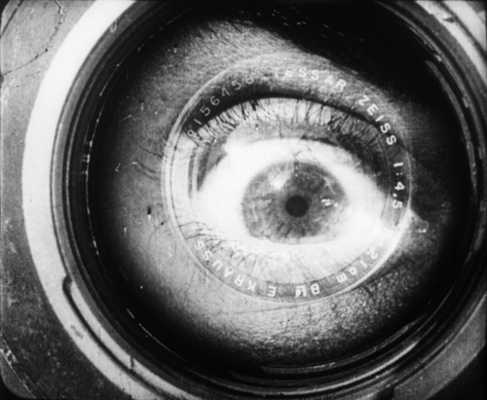
Frame do filme Um Homem com uma Câmera, de Dziga Vertov.

Para garantir a independência em relação ao Ocidente, os líderes do setor exigiram que a URSS desenvolvesse suas próprias tecnologias de som, em vez de obter licenças de sistemas de som ocidentais. Dois cientistas soviéticos, Alexander Shorin em Leningrado (atual São Petersburgo) e Pavel Tager em Moscou, realizaram pesquisas no final da década de 1920 sobre sistemas de som complementares, que estavam prontos para uso em 1930. O processo de implementação, incluindo o custo de reformar as salas de cinema, mostrou-se assustador, e a URSS não concluiu a transição para o som até 1935. No entanto, vários diretores fizeram uso inovador do som quando a tecnologia ficou disponível. Em Entuziiazm: Symfoniia Donbasu (1930), seu documentário sobre mineração de carvão e indústria pesada, Dziga Vertov baseou sua trilha sonora em uma série de ruídos industriais elegantemente orquestrados. Em Dezertir (1933), Pudovkin fez experiências com uma forma de "contraponto sonoro" explorando tensões e dissonâncias irônicas entre os elementos sonoros e a trilha de imagem. E em Alexander Nevsky, Eisenstein colaborou com o compositor Sergei Prokofiev em um estilo de filme "operístico" que coordenava elegantemente a trilha musical e a trilha de imagem.
Como o cinema soviético fez a transição para o som e o planejamento central no início da década de 1930, ele também foi obrigado a adotar um estilo de filme uniforme, comumente identificado como "realismo socialista". Em 1932, a liderança do partido ordenou que a comunidade literária abandonasse as práticas de vanguarda da década de 1920 e adotasse o realismo socialista, um estilo literário que, na prática, estava próximo do realismo do século XIX. As outras artes, incluindo o cinema, foram posteriormente instruídas a desenvolver o equivalente estético. Para o cinema, isso significava adotar um estilo de filme que fosse legível para um público amplo, evitando assim uma possível divisão entre o cinema de vanguarda e o cinema convencional, que era evidente no final da década de 1920. O diretor de Soyuzkino e, mais tarde, de GUKF, Boris Shumyatsky (1886-1938), atuou como diretor executivo da indústria cinematográfica soviética de 1931 a 1938 e foi um crítico severo da estética da montagem. Ele defendia um "cinema para milhões", que usaria uma narração clara e linear. Embora os filmes americanos não estivessem mais sendo importados na década de 1930, o modelo hollywoodiano de edição de continuidade estava prontamente disponível e tinha um histórico de sucesso com o público de cinema soviético. O realismo socialista soviético foi construído com base nesse estilo, que garantia uma narrativa organizada. Várias outras restrições foram acrescentadas à doutrina: heróis positivos para servir de modelo para os espectadores; lições de boa cidadania para os espectadores adotarem; e apoio às decisões políticas vigentes do Partido Comunista.

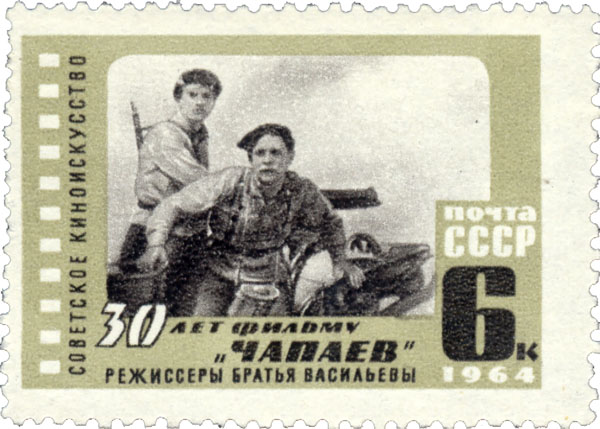
Selo comemorativo em alusão ao filme Chapaev de 1934.

Essas políticas estéticas, impostas pelo rigoroso aparato de censura da URSS, resultaram em uma série de filmes estereotipados. Aparentemente, elas conseguiram manter um verdadeiro "cinema de massas". A década de 1930 testemunhou alguns exemplos estelares de cinema popular. O filme de maior sucesso da década, tanto em termos de elogios oficiais quanto de afeição genuína do público de massa, foi Chapaev (1934), dirigido pelos irmãos Vasilyev. Baseado na vida de um comandante martirizado do Exército Vermelho, o filme foi apresentado como um modelo de realismo socialista, pois Chapayev e seus seguidores lutaram heroicamente pela causa revolucionária. O filme também humanizou o personagem-título, dando a ele características pessoais, um senso de humor irônico e um charme de camponês rude. Essas qualidades o tornaram querido pelo público: os espectadores relataram ter visto o filme várias vezes durante sua primeira exibição em 1934, e Chapaev foi periodicamente relançado para as gerações seguintes de público.
Um gênero que surgiu na década de 1930 com aclamação popular consistente foi a comédia musical, e um mestre dessa forma foi Grigori Aleksandrov (1903-1984). Ele estabeleceu uma parceria criativa com sua esposa, a brilhante atriz cômica e cantora Lyubov Orlova (1902-1975), em uma série de musicais que agradaram ao público. Sua comédia pastoral Volga-Volga (1938) foi superada apenas por Chapaev em termos de sucesso de bilheteria. O elemento de fantasia de seus filmes, com números musicais animados que reavivavam a estética da montagem, às vezes ampliava os limites do realismo socialista, mas o gênero também podia fazer alusão a assuntos contemporâneos. No musical Svetly Put, de Aleksandrov, de 1940, Orlova interpreta uma humilde empregada que sobe na hierarquia da liderança industrial soviética depois de desenvolver métodos inteligentes de trabalho que economizam mão de obra. O público pôde apreciar a reviravolta cômica do filme na história da Cinderela e, ao mesmo tempo, aprender sobre o valor da eficiência no local de trabalho.

## Década de 1940
Logo após o fim da Segunda Guerra Mundial, foram lançados filmes coloridos, como Kamennyy Tsvetok (1946), Skazanie o Zemle Sibirskoy (1947) e Kubanskie Kazaki (1949). Outros filmes notáveis da década de 1940 incluem os filmes em preto e branco, Alexander Nevsky, Ivan, o Terrível e Vstrecha na Elbe.
O setor cinematográfico soviético sofreu durante o período após a Segunda Guerra Mundial. Além de lidar com as graves perdas físicas e monetárias da guerra, o regime de Stalin reforçou o controle social e a censura para administrar os efeitos que a recente exposição ao Ocidente teve sobre a população. O período pós-guerra foi marcado pelo fim de quase toda a autonomia da União Soviética. O Catálogo de Filmes Soviéticos registrou um número extremamente baixo de filmes produzidos de 1945 a 1953, com apenas nove filmes produzidos em 1951 e um máximo de vinte e três produzidos em 1952. Esses números, no entanto, não incluem muitas das obras que geralmente não são consideradas "filmes" em um sentido elitista, como versões filmadas de obras teatrais e óperas, documentários de eventos de longa-metragem e diários de viagem, curtas-metragens para crianças e filmes estereoscópicos experimentais. Mas, em comparação com os 400 a 500 filmes produzidos anualmente por Hollywood, o setor cinematográfico soviético estava praticamente morto.
Mesmo com o fortalecimento da economia da União Soviética, a produção de filmes continuou a diminuir. Uma resolução aprovada pelo Conselho de Ministros em 1948 prejudicou ainda mais o setor cinematográfico. A resolução criticava o trabalho do setor, dizendo que a ênfase dada à quantidade em detrimento da qualidade havia enfraquecido ideologicamente os filmes. Em vez disso, o conselho insistiu que todo filme produzido deveria ser uma obra-prima para promover as ideias comunistas e o sistema soviético. Frequentemente, Stalin tomava a decisão final sobre se um filme recém-produzido era apropriado para exibição pública. Em exibições privadas após as reuniões do Politburo, o Ministro da Indústria Cinematográfica Ivan Bolshakov exibia filmes em particular para Stalin e para os principais membros do governo soviético. As rígidas limitações de conteúdo e o processo complexo e centralizado de aprovação afastaram muitos roteiristas, e os estúdios tiveram muita dificuldade para produzir filmes de qualidade exigidos pela resolução de 1948.

### Filmes-troféu
No período pós-guerra, os cinemas enfrentaram o problema de satisfazer o crescente apetite do público soviético por filmes e, ao mesmo tempo, lidar com a escassez de obras recém-produzidas pelos estúdios. Em resposta, os cinemas exibiam os mesmos filmes por meses a fio, muitos deles obras do final da década de 1930. Qualquer novidade atraía milhões de pessoas para as bilheterias, e muitos cinemas exibiam filmes estrangeiros para atrair um público maior. A maioria desses filmes estrangeiros eram "filmes-troféu", dois mil filmes trazidos para o país pelo Exército Vermelho após a ocupação da Alemanha e da Europa Oriental na Segunda Guerra Mundial. Na ata ultrassecreta da reunião do Comitê do PCUS em 31 de agosto de 1948, o comitê permitiu que o Ministro da Indústria Cinematográfica lançasse cinquenta desses filmes na União Soviética. Desses cinquenta, Bolshakov só foi autorizado a lançar vinte e quatro para exibição ao público em geral, principalmente filmes feitos na Alemanha, Áustria, Itália e França. Os outros 26 filmes, que consistiam quase inteiramente de filmes americanos, só podiam ser exibidos em sessões privadas. As atas também incluem uma lista separada de filmes musicais alemães permitidos, que eram principalmente adaptações cinematográficas alemãs e italianas de óperas famosas. A maioria dos filmes-troféu foi lançada em 1948-49, mas, de forma um tanto estranha, as listas compiladas dos filmes lançados incluem filmes não mencionados anteriormente nas atas oficiais do Comitê Central.
O lançamento público desses filmes-troféu parece contraditório no contexto da União Soviética da década de 1940. O governo soviético permitiu a exibição de filmes estrangeiros que continham ideias muito mais subversivas do que qualquer diretor soviético jamais teria tentado colocar em um filme, em uma época em que os artistas soviéticos estavam desempregados devido às leis de censura. Os historiadores levantam muitas hipóteses sobre os possíveis motivos pelos quais o governo soviético demonstrou essa leniência aparentemente inexplicável com os filmes estrangeiros. O governo pode ter concedido aos cinemas o direito de exibir os filmes para que eles pudessem permanecer no mercado após o declínio do setor cinematográfico nacional. Uma segunda hipótese especula que o governo viu os filmes como uma fonte fácil de dinheiro para ajudar a reconstruir a nação após a guerra. As atas da reunião do Comitê Central do PCUS parecem apoiar a última ideia com instruções de que os filmes deveriam trazer uma renda líquida de pelo menos 750 milhões de rublos para os cofres do Estado ao longo de um ano com exibições públicas e privadas, e 250 milhões de rublos deveriam vir de aluguéis para a rede de câmeras do sindicato.
Além de liberar os filmes, o comitê também encarregou Bolshakov e o Departamento de Agitação e Propaganda do Comitê Central do PCUS "de fazer as correções editoriais necessárias nos filmes e de fornecer um texto introdutório e legendas cuidadosamente editadas para cada filme". Em geral, os filmes nazistas capturados foram considerados apolíticos o suficiente para serem exibidos para a população em geral. Ainda assim, a Seção de Propaganda e Agitação do Comitê Central teve problemas com a censura de dois filmes programados para lançamento. Os censores acharam impossível remover as ideias "sionistas" de Jud Süß, um filme de propaganda antissemita e nazista. Os censores também tiveram problemas com uma adaptação cinematográfica de Carícia Fatal devido à representação dos pobres como um prejuízo para a sociedade.
Há muito pouca evidência direta de como o público soviético recebeu os filmes-troféu. As revistas ou jornais soviéticos nunca analisaram os filmes, não houve pesquisas de público e não existem registros de quantas pessoas assistiram aos filmes. Para avaliar a recepção e a popularidade desses filmes estrangeiros, os historiadores têm se baseado principalmente em evidências anedóticas. A comédia musical alemã Die Frau meiner Träume recebeu críticas mistas de acordo com essas evidências. O Kultura i Zhizn publicou uma suposta pesquisa compilada das cartas dos leitores ao editor em março de 1947, que criticava o filme por ser sem ideal, de baixo nível e até prejudicial. Bulat Okudzhava escreveu um ponto de vista contraditório no Druzhba Narodov em 1986, dizendo que todos na cidade de Tbilisi estavam loucos pelo filme. Segundo ele, em todos os lugares que ia, as pessoas falavam sobre o filme e assobiavam as músicas. Dos dois relatos, os historiadores do cinema geralmente consideram o de Okudzhava mais confiável do que o apresentado por Kultura i Zhizn. Filmes como A Irmã do Mordomo, O Ladrão de Bagdá, Waterloo Bridge e Sun Valley Serenade, embora não fossem tecnicamente troféus, pois haviam sido comprados legalmente durante a aliança com os Estados Unidos durante a guerra, eram muito populares entre o público soviético. No Vechernyaya Moskva (4 de outubro de 1946), M. Chistiakov repreendeu os cinemas e a indústria cinematográfica soviética pelo fato de que, em um período de seis meses, sessenta dos filmes exibidos eram filmes ocidentais de mau gosto, e não soviéticos. Mesmo com as críticas aos filmes e os esforços de cruzada da campanha anticosmopolita contra os filmes de troféus, fica claro que eles causaram um grande impacto na sociedade soviética.

## Década de 1950
Com o início da Guerra Fria, os escritores, ainda considerados os principais autores, ficaram ainda mais relutantes em escrever roteiros e, no início da década de 1950, apenas alguns filmes de longa-metragem foram concluídos durante o ano. A morte de Stálin foi um alívio para algumas pessoas, e mais ainda foi a destruição oficial de sua imagem pública como líder benigno e competente por Nikita Khrushchev dois anos depois. Esse último evento deu aos cineastas a margem de conforto de que precisavam para se afastar das histórias estreitas do realismo socialista, expandir seus limites e começar a trabalhar em uma variedade maior de filmes soviéticos divertidos e artísticos.
Os filmes notáveis incluem:
- Quando Voam as Cegonhas, dirigido na Mosfilm pelo diretor Mikhail Kalatozov, nascido na Geórgia, em 1957. Ganhou a Palma de Ouro no Festival de Cannes de 1958.
- A Balada do Soldado, dirigido na Mosfilm por Grigory Chukhray em 1959. Ganhou o Prêmio Especial do Júri do Festival de Cannes de 1960 e o Prêmio BAFTA de Melhor Filme de qualquer origem em 1961, além de muitos outros prêmios. Foi indicado ao Oscar de melhor roteiro original (1961).

## Década de 1960-1970
As décadas de 1960 e 1970 viram a criação de muitos filmes, muitos dos quais moldaram a cultura soviética e pós-soviética. Entre eles estão:
- Pyat Dney, Pyat Nochei (1960), o primeiro dos filmes conjuntos soviético-alemães.
- Ya Shagayu po Moskve (1963).
- Operatsiya Y i Drugiye Priklyucheniya Shurika (1965) e sua sequência, Kavkazskaya Plennitsa (1966)
- Guerra e Paz (1966-67), adaptação de Sergei Bondarchuk do romance de Tolstoi, com um orçamento de 8,5 milhões de rublos, duração de sete horas e milhares de figurantes. Foi o primeiro filme russo a receber o Oscar de melhor filme internacional.
- Andrei Rublev (1966) ganhou vários prêmios internacionais, como o FIPRESCI.
- Brilliantovaya ruka (1968) contribuiu com muitas citações humorísticas.
- A Cor da Romã (1969) teve um lançamento limitado na União Soviética e só foi visto no exterior anos mais tarde, mas foi aclamado pela crítica desde então.
- Beloye Solntse Pustyni (1970), um clássico "oriental", com estereótipos antiquados dos asiáticos centrais. É assistido ritualmente pelos cosmonautas antes dos lançamentos e contribuiu com muitas citações para o idioma russo, como "O Oriente é um assunto delicado". Sua música tema tornou-se um grande sucesso.
- Dzhentlmeny Udachi (1971), estrelado por Yevgeny Leonov.
- Solaris (1972).
- Ironia Sudby, ili S Liegkim Parom! (1975).
- Sluzhebnyy Roman (1977).
- Stalker (1979).

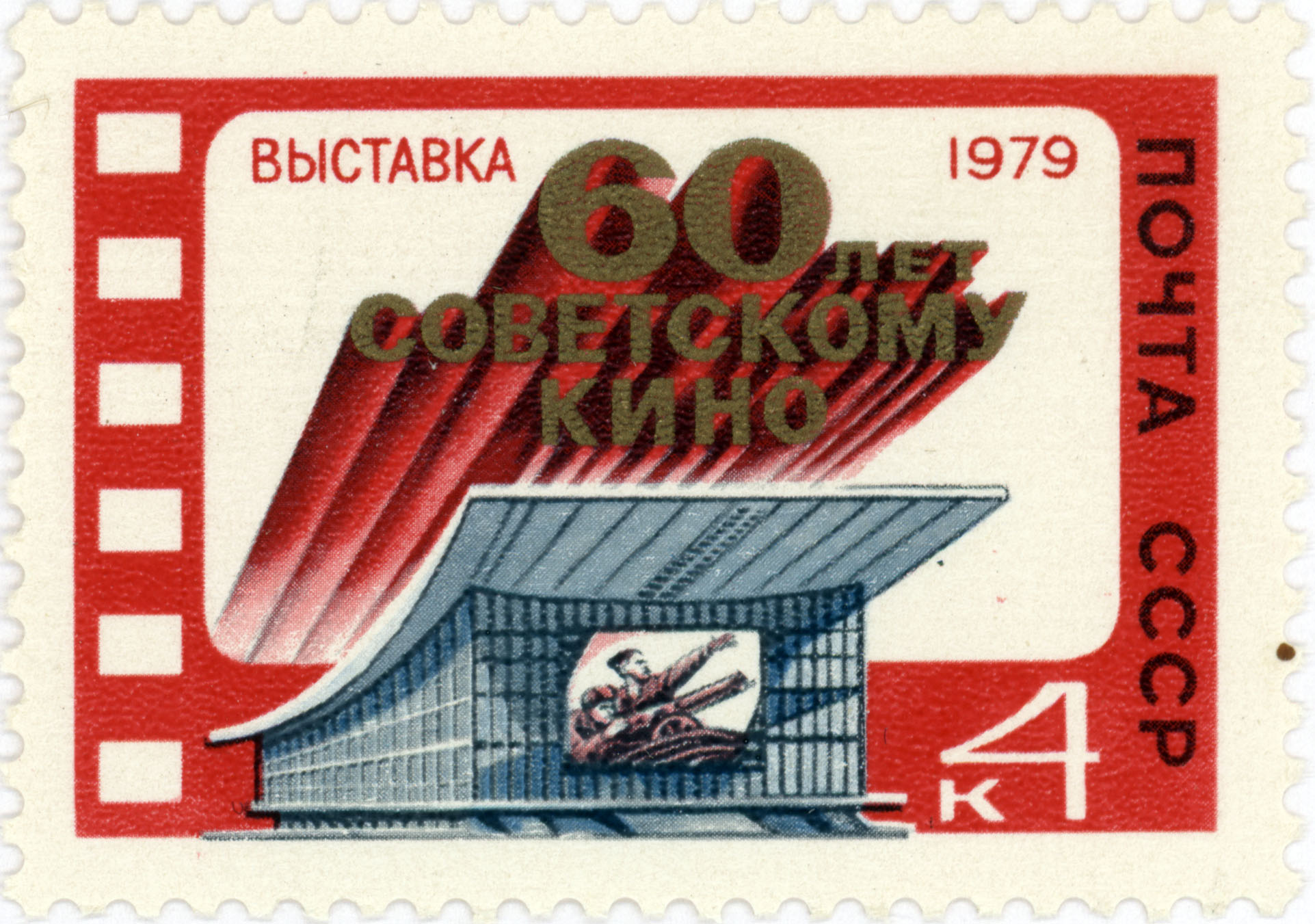
Selo de 1979 em comemoração aos 60 anos do cinema soviético.

Os filmes soviéticos tendem a ser bastante específicos à cultura e são difíceis de serem compreendidos por muitos estrangeiros sem que eles tenham sido expostos à cultura primeiro. Vários diretores soviéticos estavam mais preocupados com o sucesso artístico do que com o sucesso financeiro (eles eram pagos pela academia e, portanto, o dinheiro não era uma questão crítica). Isso contribuiu para a criação de um grande número de filmes mais filosóficos e poéticos. Os exemplos mais conhecidos de tais filmes são os dos diretores Andrei Tarkovsky, Sergei Parajanov e Nikita Mikhalkov. De acordo com a cultura russa, as tragicomédias eram muito populares. Essas décadas também foram importantes na produção do faroeste oriental ou vermelho.
A animação era um gênero respeitado, com muitos diretores fazendo experiências com técnicas de animação. Um Conto sobre Contos (1979), de Yuri Norstein, recebeu duas vezes o título de "Melhor filme de animação de todas as épocas e nações" por profissionais de animação de todo o mundo, em 1984 e 2002.
No ano do 60º aniversário do cinema soviético (1979), em 25 de abril, uma decisão do Soviete Supremo da União Soviética estabeleceu um "Dia do Cinema Soviético" comemorativo. A partir de então, esse dia passou a ser celebrado na URSS todos os anos em 27 de agosto, dia em que Vladimir Lênin assinou um decreto para nacionalizar os setores cinematográfico e fotográfico do país.

## Década de 1980
As políticas da perestroika e da glasnost levaram a um afrouxamento da censura de épocas anteriores. Um gênero conhecido como chernukha (da palavra russa para "noir"), incluindo filmes como Malenkaya Vera, retratou o lado mais cruel da vida soviética. Filmes notáveis desse período incluem:
- Moskva Slezam ne Verit (1980) ganhou o Oscar de melhor filme internacional em 1981.
- Pokrovskiye Vorota (1982), uma comédia feita para a televisão, estrelada por Oleg Menshikov.
- Pokayaniye (1984), um filme georgiano sobre um ditador fictício que foi proibido até 1987.
- Vá e Veja (1985), um drama amplamente aclamado sobre a Segunda Guerra Mundial.
- Kin-dza-dza! (1986), ficção científica alegórica.
- Kholodnoe Leto Pyat'desyat Tret'ego (1987), sobre criminosos sendo libertados dos gulags após a morte de Stalin.
- Malenkaya Vera (1988), notável como um dos primeiros filmes soviéticos com cenas sexualmente explícitas.

## Gêneros

### Drama
- O Encouraçado Potemkin, um filme de drama mudo de 1925, dirigido por Sergei Eisenstein e considerado o melhor filme de todos os tempos na Feira Mundial de Bruxelas.
- Mat, filme dramático de 1926, dirigido por Vsevolod Pudovkin e baseado no romance Mat', de Maxim Gorky, de 1906.
- Zemlya, um filme mudo de 1930 de Alexander Dovzhenko.
- Nove Dias em Um Ano, filme de 1962 de Mikhail Romm sobre física de partículas nucleares, físicos soviéticos e seu relacionamento.
- Pervyy Uchitel, um filme dramático de 1966 dirigido por Andrei Konchalovsky, ambientado na República Socialista Soviética Quirguiz.
- Istoriya Asi Klyachinoy, Kotoraya Lyubila, da ne Vyshla Zamuzh, filme de drama de 1966 dirigido por Andrei Konchalovsky, ambientado em um colcoz.
- Anna Karenina, um filme de drama de 1967 dirigido por Aleksandr Zarkhi, baseado no romance homônimo de Liev Tolstói.
- Tio Vânia, uma adaptação cinematográfica de 1970 da peça homônima de Anton Chekhov, dirigida por Andrei Konchalovsky.
- Lăutarii, um drama romântico de 1972 ambientado na Bessarábia de meados do século XIX, de Emil Loteanu.
- Romans o Vlyublyonnykh, drama musical de 1974 dirigido por Andrei Konchalovsky.
- Os Ciganos vão para o Céu, drama romântico de 1975, dirigido por Emil Loteanu e vagamente baseado nas histórias de Maxim Gorky.
- Raba Lyubvi, uma comédia-drama romântica de 1976 dirigida por Nikita Mikhalkov, vagamente inspirada na vida de Vera Kholodnaya.
- Peça Inacabada para Piano Mecânico, uma adaptação de 1977 da peça Platonov, de Anton Chekhov, por Nikita Mikhalkov.
- Um Acidente de Caça, drama romântico de 1978 dirigido por Emil Loteanu, baseado em Drama na Okhote, de Anton Chekhov.
- Anna Pavlova, drama biográfico de 1983, dirigido por Emil Loteanu, baseado na vida da dançarina de balé titular.
- Zhestokiy Romans, uma adaptação de 1984 da peça Bespridannitsa, de Alexander Ostrovsky, por Eldar Ryazanov.

### Épico histórico
- Alexander Nevsky, um filme de drama histórico de 1938 dirigido por Sergei Eisenstein.
- Ivan, o Terrível, outro filme de drama histórico (em duas partes) dirigido por Sergei Eisenstein em 1944.
- Tikhiy Don (1957-58), de Sergei Gerasimov, uma adaptação do romance vencedor do Prêmio Nobel And Quiet Flows the Don, de Mikhail Sholokhov.
- Andrei Rublev, um drama histórico épico feito em 1966, vagamente baseado na vida do pintor de ícones russo do século XV, Andrei Rublev.
- Guerra e Paz, uma versão cinematográfica do romance de Tolstoi feita em 1966.
- Agoniya, um filme de drama histórico de 1973 sobre Grigori Rasputin, dirigido por Elem Klimov.
- Sibiriada, filme de drama épico de Andrei Konchalovsky, de 1979, em quatro partes, com a famosa trilha sonora de Eduard Artemyev.

### Comédia
- 24 Horas em Moscou, um filme de comédia de 1964 de Georgiy Daneliya, estrelado por Nikita Mikhalkov, de 18 anos.
- Cuidado com o Carro, filme de comédia-drama policial de 1966, dirigido por Eldar Ryazanov.
- A Prisioneira do Cáucaso, uma comédia de 1967 dirigida por Leonid Gaidai. Muito humor étnico, pois Shurik se envolve involuntariamente em um sequestro. É também uma sátira de autoridades locais corruptas.
- Braço de Diamante, comédia de 1969 dirigida por Leonid Gaidai e estrelada por Yuri Nikulin, Anatoli Papanov e Andrei Mironov. Contrabandistas inábeis tentam recuperar diamantes que foram parar nas mãos do homem errado.
- Dzhentlmeny Udachi, um diretor de jardim de infância de 1971, interpretado por Yevgeny Leonov, finge ser um chefe criminoso chamado Professor (que se parece exatamente com ele) para obter informações sobre um artefato roubado dos dois lacaios do Professor.
- As Doze Cadeiras, filme de 1971 de Leonid Gaidai, baseado no famoso romance homônimo de Ilf e Petrov.
- Ivan Vasilevich Muda de Profissão, uma comédia de 1973 de Leonid Gaidai. A máquina de viagem no tempo de um cientista acaba teletransportando seu administrador de um cortiço para a Rússia do século XVI e trazendo Ivan, o Terrível, para o presente. Os dois são idênticos em aparência e o caos se instala imediatamente.
- As 12 Cadeiras, uma adaptação musical de 1976 do romance homônimo de Ilf e Petrov, de Mark Zakharov, estrelado por Andrei Mironov.
- Ironia Sudby, ili S Liegkim Parom!, uma comédia romântica de 1976 de Eldar Ryazanov. O filme é tão amado na Rússia que é transmitido na televisão toda véspera de Ano Novo, assim como o filme americano A Felicidade Não Se Compra, que é transmitido todo Natal.
- Sluzhebnyy Roman, uma comédia romântica de 1977 dirigida por Eldar Ryazanov.
- D'Artanyan i Tri Mushketyora, um filme de aventura de 1978 para a televisão (filme de Swashbuckler), dirigido por Georgy Yungvald-Khilkevich. Esse filme é baseado no romance homônimo de Alexandre Dumas, pai. O filme é estrelado por muitos dos atores do cinema soviético e hoje é considerado um clássico.[19] O filme foi um sucesso tão grande (graças, em grande parte, às suas inúmeras canções magníficas) que, desde a década de 1990, é transmitido pela TV na véspera de Ano Novo.[20]
- Tot Samyy Myunkhgauzen, uma comédia de fantasia de Mark Zakharov, de 1979, baseada nas histórias do Barão Munchausen.
- Pokrovskiye Vorota, uma comédia de 1982 dirigida por Mikhail Kozakov e estrelada por Oleg Menshikov como um jovem estudante que chega a Moscou e se vê envolvido nos infortúnios de seus colegas inquilinos de apartamento.

### Filmes de guerra
- Sorok Pervyy (1927), dirigido por Yakov Protazanov.
- A Queda de Berlim, dirigido por Mikheil Chiaureli.
- Sorok Pervyy (1956), dirigido por Grigory Chukhray.
- Quando Voam as Cegonhas, drama da Segunda Guerra Mundial, vencedor da Palma de Ouro.
- A Balada do Soldado, filme romântico de guerra de Grigory Chukhray, vencedor do BAFTA.
- A Infância de Ivan, o filme de estreia de Andrei Tarkovsky. Vencedor do Leão de Ouro do Festival de Cinema de Veneza, baseado no conto "Ivan" de Vladimir Bogomolov, de 1957.
- Liberation (em cinco filmes), uma coprodução soviético-polonesa-alemã oriental-italiana-iugoslava dirigida por Yuri Ozerov.
- Osvobozhdenie, baseado no romance homônimo de Boris Vasilyev.
- Auroras Nascem Tranquilas, um filme musical de guerra sobre os pilotos de caça soviéticos da Segunda Guerra Mundial.
- Eles Lutaram por Sua Pátria, um drama de guerra épico de Sergei Bondarchuk, estrelado por Vasily Shukshin
- A Ascensão, um drama de guerra de 1977 de Larisa Shepitko, estrelado por Boris Plotnikov.
- Bitva za Moskvu (em dois filmes), uma coprodução soviética-alemã-oriental-tchecoslovaca-vietnamita dirigida por Yuri Ozerov.
- Vá e Veja, um drama de guerra/thriller psicológico dirigido por Elem Klimov sobre a ocupação da Bielorrússia pela Alemanha nazista.
- Stalingrad (em dois filmes), uma coprodução soviética, alemã oriental, tchecoslovaca e americana dirigida por Yuri Ozerov.

### Faroestes "vermelhos"
- Neulovimye Mstiteli, de Edmond Keosayan.
- Novye Prikluchenya Neulovimykh, de Edmond Keosayan.
- Beloye Solntse Pustyni, um dos mais populares faroestes vermelhos.
- Korona Rossiyskoy Imperii, ili Snova Neulovimye, de Edmond Keosayan.
- Vsadnik Bez Golovy, de Vladimir Vajnshtok.
- Svoy Sredi Chuzhikh, Chuzhoy Sredi Svoikh, outro filme de faroeste vermelho de Nikita Mikhalkov (sua estreia).
- Vooruzhyon i Ochen Opasen, de Vladimir Vajnshtok.
- Um Homem da Boulevard des Capucines, de Alla Surikova.

### Fantasia
- Um Milagre Ordinário e sua refilmagem, uma história de amor de conto de fadas sobre um urso que foi transformado em homem por um feiticeiro e precisa ser beijado por uma princesa para voltar à sua forma original.
- Morozko, conto de Natal de Aleksandr Rou.
- Ivan Vasilevich Muda de Profissão, uma comédia de Leonid Gaidai. A máquina de viagem no tempo de um cientista acaba teletransportando seu administrador de um cortiço para a Rússia do século XVI e trazendo Ivan, o Terrível, para o presente. Os dois são idênticos na aparência e o caos se instala imediatamente.
- Tot Samyy Myunkhgauzen, uma comédia de Mark Zakharov baseada nas histórias do Barão de Munchausen.

### Ficção científica
- Aelita, a Rainha de Marte, um filme mudo de 1924 dirigido por Yakov Protazanov, baseado no romance homônimo de Aleksey Tolstoi.
- Chelovek-amfibiya, filme soviético de 1962, de ficção científica e romance, baseado no romance homônimo de Alexander Belyaev.
- Solaris e Stalker, de Andrei Tarkovsky.
- Kin-dza-dza!, uma comédia distópica/filme de ficção científica de 1986 de Georgiy Daneliya.

### Artísticos/experimentais
- O Homem da Câmera, um documentário experimental mudo de 1929 de Dziga Vertov.
- Vesnoi, documentário experimental mudo de 1929 de Mikhail Kaufman.
- Ya – Kuba, filme de drama de 1964 dirigido por Mikhail Kalatozov.
- Molba, filme de drama de 1967 dirigido por Tengiz Abuladze.
- A Cor da Romã, filme de drama de 1969, escrito e dirigido por Sergei Parajanov.
- Solaris, um drama de ficção científica de 1972, dirigido por Andrei Tarkovsky.
- O Espelho, um drama de 1975 de Andrei Tarkovsky.
- Stalker, um drama de ficção científica de 1979 de Andrei Tarkovsky.
- Nostalgia, um filme de drama de 1983 de Andrei Tarkovsky.

### Filmes infantis
- Ilya Muromets, baseado no filme de contos de Natal de Aleksandr Ptushko.
- Morozko, conto de Natal de Aleksandr Rou.
- Moskva-Kassiopeya e Otroki vo Vselennoy, filmes de ficção científica de Richard Viktorov.
- As Aventuras de Pinóquio, adaptação de As Aventuras de Pinóquio, de Leonid Nechayev.
- Tayna Tretyey Planety, famoso filme de animação baseado em Alisa Seleznyova, do escritor Kir Bulychov.p
- Mio min Mio, filme de fantasia dirigido por Vladimir Grammatikov.

### Documentário
- Podvig vo I'dah, documentário mudo de 1928 dos irmãos Vasilyev.
- Um Homem com uma Câmera, documentário mudo experimental de 1929, de Dziga Vertov.
- Vesnoi, documentário mudo experimental de 1929, de Mikhail Kaufman.
- Anna ot 6 do 18, um documentário experimental de Nikita Mikhalkov, no qual ele filmou sua filha Anna durante um período de treze anos.

### TV
- Semnadtsat' Mgnoveniy Vesny, uma minissérie de televisão soviética de 1973, em doze partes, baseada no romance de mesmo título de Yulian Semyonov.
- Mesto Vstrechi Izmenit Nelzya, uma minissérie de 1979 ambientada em 1945. Vladimir Vysotsky interpreta um policial sensato que tenta capturar a mortal gangue Black Cat.
- The Adventures of Sherlock Holmes and Dr. Watson, uma série de filmes para televisão dirigida por Igor Maslennikov.
- Coração de Cão, filme de televisão em preto e branco de 1988, baseado no romance Sobachye Serdtse, de Mikhail Bulgakov.

## Cineastas notáveis
| As primeiras personalidades no desenvolvimento do cinema soviético: - Mikheil Chiaureli - Grigori Aleksandrov - Sergei Bondarchuk - Aleksandr Dovjenko - Sergei Eisenstein - Grigory Kozintsev - Lev Kuleshov - Yakov Protazanov - Vsevolod Pudovkin - Ivan Pyryev - Boris Shumyatsky - Leonid Trauberg - Aleksandr Medvedkin - Dziga Vertov | Later personalities: - Tengiz Abuladze - Andrei Konchalovsky - Nikita Mikhalkov - Alexander Sokurov - Andrei Tarkovsky - Aleksei German - Elem Klimov - Shaken Aimanov - Larisa Shepitko - Eldar Riazanov - Leonid Gaidai - Georgi Danelia - Kira Muratova - Sergei Parajanov |

## Unidades de produção soviéticas
- Armenfilm
- Azerbaijanfilm
- Belarusfilm
- Tallinnfilm
- Kartuli Pilmi
- Kazakhfilm
- Kyrgyzfilm
- Riga Film Studio
- Lithuanian Film Studio
- Moldova-Film
- Central Studio for Documentary Film
- Gorky Film Studio
- Lenfilm
- Lennauchfilm
- Mosfilm
- Pilot
- South-Siberian Film Studio
- Sojusmultfilm
- Studio Ekran
- Sverdlovsk Film Studio
- Dovzhenko Film Studios
- Halychyna-Film Studio
- Kievnauchfilm
- National Cinematheque of Ukraine
- Odessa Film Studio
- Ukranimafilm
- Ukrtelefilm
- Yalta Film Studio
- Tadjikfilm
- Turkmenfilm
- Uzbekfilm